# IC 1082
IC 1082 ist eine Galaxie vom Hubble-Typ S im Sternbild Virgo am Nordsternhimmel und ist schätzungsweise 494 Millionen Lichtjahre von der Milchstraße entfernt.
Entdeckt wurde das Objekt am 13. Februar 1893 von Stéphane Javelle.